# Gordon Christian
Gordon Eugene "Gordy" Christian, född 21 november 1927 i Warroad i Minnesota, död 2 juni 2017 i Grand Forks i North Dakota, var en amerikansk ishockeyspelare.
Christian blev olympisk silvermedaljör i ishockey vid vinterspelen 1956 i Cortina d'Ampezzo.
Han är släkt med de före detta ishockeyspelarna Bill Christian (bror), Dave Christian (brorson) och Roger Christian (bror), som alla har deltagit vid de olympiska vinterspelen för det amerikanska herrishockeylandslaget. Gordon vann silvermedalj vid Cortina d'Ampezzo 1956; Bill och Roger vann guldmedalj tillsammans vid Squaw Valley 1960 och Dave var en av spelarna i Miracle on Ice och vann guldmedalj vid Lake Placid 1980. Hans brorsdotterson 
Brock Nelson spelar för New York Islanders i National Hockey League (NHL).